# Torneo Apertura 2006 (Guatemala)
El Torneo Apertura 2006 fue el 15° torneo corto de la Liga Nacional de Guatemala, quedando como campeón el Municipal.

## Cambios
Los equipos Mictlán y Zacapa ocuparon las plazas dejadas por Antigua Guatemala y Cobán Imperial.

## Equipos

### Equipos participantes
| Club                                   | Ciudad              | Departamento   | Estadio                         | Capacidad |
| -------------------------------------- | ------------------- | -------------- | ------------------------------- | --------- |
| Club Social y Deportivo Comunicaciones | Ciudad de Guatemala | Guatemala      | Estadio Cementos Progreso       | 30.000    |
| Club Social y Deportivo Municipal      | Ciudad de Guatemala | Guatemala      | Estadio Manuel Felipe Carrera   | 30.000    |
| Club Social y Deportivo Suchitepéquez  | Mazatenango         | Suchitepéquez  | Estadio Carlos Salazar Hijo     | 10.000    |
| Deportivo Jalapa                       | Jalapa              | Jalapa         | Estadio Las Flores              | 10.000    |
| Deportivo Marquense                    | San Marcos          | San Marcos     | Estadio Marquesa de la Ensenada | 10.000    |
| Deportivo Mictlán                      | Asunción Mita       | Jutiapa        | Estadio La Asunción             | 3.000     |
| Deportivo Petapa                       | San Miguel Petapa   | Guatemala      | Estadio Julio Armando Cobar     | 10.000    |
| Deportivo Zacapa                       | Zacapa              | Zacapa         | Estadio David Ordóñez Bardales  | 10.000    |
| Heredia Jaguares                       | Izabal              | Morales        | Estadio Del Monte               | 8.000     |
| Xelajú Mario Camposeco                 | Quetzaltenango      | Quetzaltenango | Estadio Mario Camposeco         | 11.000    |
|                                        |                     |                |                                 |           |

### Equipos por Departamento
| Departamento   | N.º | Equipos                           |
| -------------- | --- | --------------------------------- |
| Guatemala      | 3   | Comunicaciones, Municipal, Petapa |
| Jalapa         | 1   | Jalapa                            |
| Jutiapa        | 1   | Mictlán                           |
| Petén          | 1   | Heredia Jaguares                  |
| Quetzaltenango | 1   | Xelajú                            |
| San Marcos     | 1   | Marquense                         |
| Suchitepéquez  | 1   | Suchitepéquez                     |
| Zacapa         | 1   | Zacapa                            |

## Fase de clasificación
|  | Pos. | Equipos        | PJ | PG | PE | PP | GF | GC | Dif. | PTS | Clasificación        |
|  | ---- | -------------- | -- | -- | -- | -- | -- | -- | ---- | --- | -------------------- |
|  | 1º   | Comunicaciones | 18 | 12 | 4  | 2  | 31 | 13 | +18  | 40  | Semifinales          |
|  | 2º   | Xelajú MC      | 18 | 10 | 2  | 6  | 35 | 16 | +19  | 32  | Semifinales          |
|  | 3º   | Municipal      | 18 | 8  | 5  | 5  | 30 | 22 | +8   | 29  | Acceso a semifinales |
|  | 4º   | Jalapa         | 18 | 8  | 3  | 7  | 26 | 23 | +3   | 27  | Acceso a semifinales |
|  | 5º   | Marquense      | 18 | 7  | 4  | 7  | 26 | 20 | +6   | 25  | Acceso a semifinales |
|  | 6º   | Zacapa         | 18 | 7  | 3  | 8  | 20 | 32 | -12  | 24  | Acceso a semifinales |
|  | 7º   | Petapa         | 18 | 6  | 5  | 7  | 31 | 30 | +1   | 23  |                      |
|  | 8º   | Heredia        | 18 | 5  | 4  | 9  | 24 | 36 | -12  | 19  |                      |
|  | 9°   | Suchitepéquez  | 18 | 5  | 3  | 10 | 17 | 29 | -12  | 18  |                      |
|  | 10º  | Mictlán        | 18 | 3  | 5  | 10 | 12 | 31 | -19  | 14  |                      |
|  |      |                |    |    |    |    |    |    |      |     |                      |

## Líderes individuales

### Trofeo Botín de Oro
Posiciones Actuales.
| N.º | Jugador           | Goles | Penales | Equipo                            |
| --- | ----------------- | ----- | ------- | --------------------------------- |
|     | Israel Silva      | 14    | 1       | Xelajú Mario Camposeco            |
| 2   | Carlos Asprilla   | 13    | 3       | Deportivo Petapa                  |
| 3   | Juan Carlos Plata | 12    | 1       | Club Social y Deportivo Municipal |
| 4   | Johnny Cubero     | 11    | 0       | Xelajú Mario Camposeco            |

## Fase Final
|  | Clasificación a Semifinales | Clasificación a Semifinales | Clasificación a Semifinales | Clasificación a Semifinales | Clasificación a Semifinales |  |  | Semifinales | Semifinales    | Semifinales | Semifinales | Semifinales |  |  | Final | Final          | Final | Final | Final |
|  |                             |                             |                             |                             |                             |  |  |             |                |             |             |             |  |  |       |                |       |       |       |
|  |                             |                             |                             |                             |                             |  |  | 1           | Comunicaciones | 2           | 3           | 5           |  |  |       |                |       |       |       |
|  | 4                           | Jalapa                      | 2                           | 2                           | 4                           |  |  | 4           | Jalapa         | 1           | 1           | 2           |  |  |       |                |       |       |       |
|  | 5                           | Marquese                    | 3                           | 0                           | 3                           |  |  |             |                |             |             |             |  |  | 1     | Comunicaciones | 0     | 1     | 1     |
|  |                             |                             |                             |                             |                             |  |  |             |                |             |             |             |  |  | 3     | Municipal (v)  | 0     | 1     | 1     |
|  |                             |                             |                             |                             |                             |  |  | 2           | Xelajú         | 0           | 1           | 1           |  |  |       |                |       |       |       |
|  | 3                           | Municipal                   | 1                           | 2                           | 3                           |  |  | 3           | Municipal      | 3           | 0           | 3           |  |  |       |                |       |       |       |
|  | 6                           | Zacapa                      | 0                           | 0                           | 0                           |  |  |             |                |             |             |             |  |  |       |                |       |       |       |

| Campeón Apertura 2006 |
| Municipal 25º Título  |
| --------------------- |